# GURENTAI
GURENTAI（グレンタイ）は、鈴木みのるが率いるプロレスラーユニット。全日本プロレスで活動している。

## 結成の経緯
2008年、低迷が続く太陽ケアはチャンピオン・カーニバルに臨んだが、全敗を喫してしまう。
それにより、TARU率いるVOODOO-MURDERSに誘われたが、ケアはこれを拒否。直後に現れた鈴木みのるの決起に同調し、「力のプロレス」をモットーとして、東京愚連隊も引き入れ活動を開始。
命名理由は週刊プロレスの鈴木のコラムによるとジャンケンで鈴木にNOSAWA論外が勝ったこと、メンバーに誰も東京出身がいないこと、アメリカ人の太陽ケアがいるので英文字にしたとのこと。もし鈴木が勝っていたらユニット名は「鈴木みのるとゆかいな仲間たち」にする予定だったと週刊プロレスで語っている。

## 抗争相手
初期は三冠ヘビー級、世界タッグ王座を所持していた本隊を親の敵の如く標的にしていたが、F4結成以降は、天コジの宣戦布告により抗争範囲を広げることとなった。また、鈴木とヘイトの遺恨により、VOODOO-MURDERSとも敵対している。

## 年譜
- 2008年4月、結成
- 5月、武藤敬司&ジョー・ドーリング組の世界タッグ王座を奪取
- 7月、MAZADA、TAKEMURAがジュニア・ヘビー級リーグ戦に参戦
- 9月、全日本本隊とのキャプテンフォールイリミネーションマッチに勝利
- 12月、鈴木みのると太陽ケアがプロレス大賞最優秀タッグチーム賞を受賞
- 2009年1月、高山喜廣が全日本プロレスに参戦し、GURENTAIに合流。また、鈴木みのる、NOSAWA論外が第81代アジアタッグ王者となった
- 3月、高山がグレート・ムタから三冠を奪還。GURENTAIが三冠、世界タッグ、アジアタッグを制覇する。
- 4月、鈴木がチャンピオン・カーニバルで優勝。
- 2010年4月、鈴木がチャンピオン・カーニバルで史上3人目の連覇を達成。その後、GURENTAIの活動休止を宣言する。
- 2013年1月2日、経営学を学ぶために長期離脱する太陽ケアの壮行試合のために1日限定で再結成した。

## メンバー
- 鈴木みのる（リーダー）（パンクラスMISSION所属）
- 太陽ケア
- 高山善廣（高山堂）
- NOSAWA論外（東京愚連隊所属）
- MAZADA（東京愚連隊）
- TAKEMURA（東京愚連隊）

### 共闘レスラー
- FUJITA（東京愚連隊）

## 入場テーマ曲
Holding Out for a Hero（ボニー・タイラー）
2009年8月7日よりソニー・ミュージックから正式に入場テーマ曲として認定される。

## 戦績
全日本プロレス
- 三冠ヘビー級王座 - 高山善廣（第39代）
- 世界タッグ王座 - 鈴木みのる & 太陽ケア（第55代）
- アジアタッグ王座 - 鈴木みのる & NOSAWA論外（第81代）
- チャンピオン・カーニバル優勝 - 鈴木みのる（2009年、2010年）

プロレス大賞
- 最優秀タッグチーム賞 - 鈴木みのる & 太陽ケア（2008年）